# 马玉红
马玉红（1963年10月—），陕西榆林人，汉族，中国民主同盟盟员。中华人民共和国政治人物、第十三届全国人民代表大会陕西省代表。

## 生平
2018年，马玉红被选为陕西省出席第十三届全国人民代表大会代表。